# Championnats d'Europe de course en ligne de canoë-kayak 2021
Navigation
Belgrade 2018 Munich 2022
Les championnats d'Europe de course en ligne de canoë-kayak de 2021 sont la 31e édition de cette compétition organisée par l'Association européenne de canoë, voyant s'affronter les meilleurs pratiquants masculins et féminins de course en ligne en canoë-kayak du continent européen. Cette édition se déroule à Poznań (Pologne) du 3 au 6 juin 2021. Les compétitions se déroulent sur le Lac Malta.
La Hongrie est la nation la plus titrée et la plus médaillée avec 18 médailles dont 9 en or.

## Résultats

### Hommes
| Épreuves   | Or                                                                         | Or              | Argent                                                    | Argent          | Bronze                                                              | Bronze          |
| ---------- | -------------------------------------------------------------------------- | --------------- | --------------------------------------------------------- | --------------- | ------------------------------------------------------------------- | --------------- |
| C-1 200 m  | Joan Moreno (ESP)                                                          | 40 s 770        | Artsem Kozyr (BLR)                                        | 40 s 798        | Henrikas Žustautas (LTU)                                            | 40 s 960        |
| C-1 500 m  | Martin Fuksa (CZE)                                                         | 1 min 49 s 259  | Serghei Tarnovschi (MDA)                                  | 1 min 50 s 312  | Conrad-Robin Scheibner (GER)                                        | 1 min 50 s 399  |
| C-1 1000 m | Martin Fuksa (CZE)                                                         | 4 min 06 s 417  | Conrad-Robin Scheibner (GER)                              | 4 min 07 s 842  | Kirill Shamshurin (RUS)                                             | 4 min 08 s 367  |
| C-1 5000 m | Sebastian Brendel (GER)                                                    | 23 min 22 s 446 | Nicholas Fodor (HUN)                                      | 23 min 28 s 575 | Carlo Tacchini (ITA)                                                | 23 min 44 s 889 |
| C-2 200 m  | Espagne Aleksandr Kovalenko Pablo Graña Ivan Shtyl                         | 36 s 900        | Pologne Arsen Śliwiński Michał Łubniewski                 | 37 s 006        | Lituanie Henrikas Žustautas Vadim Korobov                           | 37 s 300        |
| C-2 500 m  | Russie Viktor Melantyev Vladislav Chebotar                                 | 1 min 44 s 915  | Allemagne Sebastian Brendel Tim Hecker                    | 1 min 44 s 989  | Ukraine Vitaliy Vergeles Andrii Rybachok                            | 1 min 45 s 215  |
| C-2 1000 m | Allemagne Sebastian Brendel Tim Hecker                                     | 3 min 42 s 555  | Russie Kirill Shamshurin Ilya Pervukhin                   | 3 min 44 s 811  | Roumanie Cătălin Chirilă Victor Mihalachi                           | 3 min 45 s 255  |
| C-4 500 m  | Non disputé                                                                | Non disputé     | Non disputé                                               | Non disputé     | Non disputé                                                         | Non disputé     |
| K-1 200 m  | Sándor Tótka (HUN)                                                         | 35 s 385        | Liam Heath (GBR)                                          | 35 s 407        | Petter Menning (SWE)                                                | 35 s 537        |
| K-1 500 m  | Bálint Kopasz (HUN)                                                        | 1 min 40 s 831  | João Ribeiro (POR)                                        | 1 min 42 s 138  | Jakub Zavřel (CZE)                                                  | 1 mmin 42 s 391 |
| K-1 1000 m | Bálint Kopasz (HUN)                                                        | 3 min 41 s 232  | Fernando Pimenta (POR)                                    | 3 min 42 s 667  | Artuur Peters (BEL)                                                 | 3 min 44 s 367  |
| K-1 5000 m | Bálint Noé (HUN)                                                           | 20 min 44 s 405 | Aleh Yurenia (BLR)                                        | 20 min 44 s 937 | Fernando Pimenta (POR)                                              | 20 min 45 s 277 |
| K-2 200 m  | Italie Manfredi Rizza Andrea Di Liberto                                    | 33 s 095        | Lituanie Artūras Seja Ignas Navakauskas                   | 33 s 355        | Russie Yury Postrigay Aleksandr Dyachenko                           | 33 s 653        |
| K-2 500 m  | Biélorussie Uladzislau Litvinau Dzmitry Natynchyk                          | 1 min 30 s 334  | Ukraine Dmytro Danylenko Oleh Kukharyk                    | 1 min 31 s 101  | Allemagne Max Hoff Jacob Schopf                                     | 1 min 31 s 215  |
| K-2 1000 m | Allemagne Max Hoff Jacob Schopf                                            | 3 min 19 s 973  | Slovaquie Samuel Baláž Adam Botek                         | 3 min 21 s 747  | Lituanie Ričardas Nekriošius Andrejus Olijnikas                     | 3 min 22 s 343  |
| K-4 500 m  | Allemagne Max Rendschmidt Tom Liebscher Ronald Rauhe Max Lemke             | 1 min 23 s 960  | Slovaquie Samuel Baláž Csaba Zalka Denis Myšák Adam Botek | 1 min 25 s 395  | Russie Oleg Gusev Aleksandr Sergeyev Maxim Spesivtsev Vitaly Ershov | 1 min 25 s 425  |
| K-4 1000 m | Biélorussie Pavel Miadzvedzeu Kiryl Nikitsin Ilya Fedarenka Vitaliy Bialko | 3 min 02 s 023  | Hongrie Noé Bálint Péter Gál Tamás Kulifai Bence Dombvàri | 3 min 02 s 696  | Russie Oleg Gusev Maxim Spesivtsev Oleg Siniavin Vitaly Ershov      | 3 min 03 s 850  |

### Femmes
| Épreuves   | Or                                                       | Or              | Argent                                                                         | Argent          | Bronze                                                            | Bronze          |
| ---------- | -------------------------------------------------------- | --------------- | ------------------------------------------------------------------------------ | --------------- | ----------------------------------------------------------------- | --------------- |
| C-1 200 m  | Dorota Borowska (POL)                                    | 46 s 888        | Liudmyla Luzan (UKR)                                                           | 47 s 595        | Olesia Romasenko (RUS)                                            | 47 s 668        |
| C-1 500 m  | Liudmyla Luzan (UKR)                                     | 2 min 07 s 235  | Virág Balla (HUN)                                                              | 2 min 13 s 332  | Alena Nazdrova (BLR)                                              | 2 min 13 s 345  |
| C-1 5000 m | Volha Klimava (BLR)                                      | 26 min 25 s 017 | Dóra Horányi (HUN)                                                             | 26 min 42 s 626 | Liudmyla Babak (UKR)                                              | 27 min 02 s 534 |
| C-2 200 m  | Russie Irina Andreeva Olesia Romasenko                   | 43 s 824        | Hongrie Virág Balla Kincső Takács                                              | 45 s 001        | Ukraine Liudmyla Luzan Anastasiia Chetverikova                    | 45 s 204        |
| C-2 500 m  | Ukraine Liudmyla Luzan Anastasiia Chetverikova           | 2 min 06 s 252  | Allemagne Lisa Jahn Sophie Koch                                                | 2 min 07 s 795  | Hongrie Virág Balla Kincső Takács                                 | 2 min 09 s 295  |
| K-1 200 m  | Emma Jørgensen (DEN)                                     | 41 s 746        | Dóra Lucz (HUN)                                                                | 42 s 336        | Marta Walczykiewicz (POL)                                         | 42 s 526        |
| K-1 500 m  | Emma Jørgensen (DEN)                                     | 1 min 53 s 402  | Danuta Kozák (HUN)                                                             | 1 min 53 s 962  | Mariya Povkh (UKR)                                                | 1 min 55 s 119  |
| K-1 1000 m | Alida Dóra Gazsó (HUN)                                   | 4 min 15 s 944  | Anamaria Govorčinović (CRO)                                                    | 4 min 18 s 568  | Mariana Petrušová (SVK)                                           | 4 min 19 s 895  |
| K-1 5000 m | Dóra Bodonyi (HUN)                                       | 23 min 09 s 331 | Elena Mironchenko (RUS)                                                        | 23 min 10 s 431 | Sabrina Hering-Pradler (GER)                                      | 23 min 15 s 338 |
| K-2 200 m  | Slovénie Špela Janić Anja Osterman                       | 36 s 772        | Pologne Dominika Putto Katarzyna Kołodziejczyk                                 | 37 s 157        | Hongrie Anna Lucz Blanka Kiss                                     | 37 s 190        |
| K-2 500 m  | Hongrie Danuta Kozák Dóra Bodonyi                        | 1 min 44 s 175  | Pologne Karolina Naja Anna Puławska                                            | 1 min 45 s 420  | Biélorussie Volha Khudzenka Maryna Litvinchuk                     | 1 min 45 s 450  |
| K-2 1000 m | Hongrie Tamara Csipes Erika Medveczky                    | 3 min 40 s 532  | Espagne Laia Pelachs Begoña Lazkano                                            | 3 min 45 s 961  | Pologne Martyna Klatt Sandra Ostrowska                            | 3 min 49 s 285  |
| K-4 500 m  | Hongrie Dóra Lucz Tamara Csipes Anna Kárász Dóra Bodonyi | 1 min 34 s 114  | Biélorussie Marharyta Makhneva Volha Khudzenka Nadzeya Papok Maryna Litvinchuk | 1 min 34 s 262  | Danemark Emma Jørgensen Sara Milthers Julie Funch Bolette Iversen | 1 min 35 s 500  |

## Tableau des médailles
- Pays organisateur (Pologne)

| Rang  | Nation      | Or | Argent | Bronze | Total |
| ----- | ----------- | -- | ------ | ------ | ----- |
| 1     | Hongrie     | 9  | 7      | 2      | 18    |
| 2     | Allemagne   | 4  | 3      | 3      | 10    |
| 3     | Biélorussie | 3  | 3      | 2      | 8     |
| 4     | Russie      | 2  | 2      | 5      | 9     |
| 5     | Ukraine     | 2  | 2      | 4      | 8     |
| 6     | Espagne     | 2  | 1      | 0      | 3     |
| 7     | Tchéquie    | 2  | 0      | 1      | 3     |
| 7     | Danemark    | 2  | 0      | 1      | 3     |
| 9     | Pologne     | 1  | 3      | 2      | 6     |
| 10    | Italie      | 1  | 0      | 1      | 2     |
| 11    | Slovénie    | 1  | 0      | 0      | 1     |
| 12    | Portugal    | 0  | 2      | 1      | 3     |
| 12    | Slovaquie   | 0  | 2      | 1      | 3     |
| 14    | Lituanie    | 0  | 1      | 3      | 4     |
| 15    | Croatie     | 0  | 1      | 0      | 1     |
| 15    | Royaume-Uni | 0  | 1      | 0      | 1     |
| 15    | Moldavie    | 0  | 1      | 0      | 1     |
| 18    | Belgique    | 0  | 0      | 1      | 1     |
| 18    | Roumanie    | 0  | 0      | 1      | 1     |
| 18    | Suède       | 0  | 0      | 1      | 1     |
| Total | Total       | 29 | 29     | 29     | 87    |